# Michael Dunigan
Michael René Dunigan (Chicago, 2 luglio 1989) è un ex cestista statunitense.

## Carriera
Dal 2008 al 2010 ha militato negli Oregon Ducks nella NCAA. Si è poi trasferito in Estonia al BC Kalev/Cramo, con cui ha disputato 18 partite di campionato.
Nel 2011 ha militato nella Serie A italiana, con la Junior Libertas Pallacanestro di Casale Monferrato.

## Palmarès
- Campionato estone: 1

Kalev/Cramo: 2010-11
- McDonald's All-American Game (2008)